# 238-я стрелковая дивизия (2-го формирования)
Не следует путать с 238-й стрелковой дивизией формирования 1941 года
238-я стрелковая дивизия — воинское соединение Вооружённых Сил СССР, принимавшее участие в Великой Отечественной войне.  Полное название - 238-я стрелковая Карачевская Краснознамённая орденов Суворова и Кутузова дивизия.

## История
Формировалась с 18 по 30 августа 1942 года в Арзамасе, в Московском Военном Округе в 9 Армии. Комплектование дивизии происходило за счёт маршевых рот, уже прошедших первоначальное обучение в запасных частях. Средний командный состав прибывающий в дивизию, в основном окончившие училище и курсы военного времени, не имеющий боевого командирского опыта. При формировании в своём составе имела 19 % судимых и 0,87 % ранее бывших в плену.
В действующей армии во время ВОВ с 03.10.1942 по 14.03.1943 и с 30.04.1943 по 09.05.1945.
С конца ноября 1942 участвовала в операции «Марс». Наступала в долине реки Лучеса с запада на восток в направлении Ржева, имея левым соседом 185-ю стрелковую дивизию. В наступлении дивизию поддерживала 49-я танковая бригада. 25.11.1942 приступила к прорыву полосы обороны противника, прорвала немецкую оборону в лесах перед деревней Петровкой и южнее её, но в лесах за ней продвижение замедлилось. 26-27.11.1942 штурмует опорный пункт Толкачи, с большими потерями берёт его. Ведёт тяжёлые бои в направлении дороги Оленино—Белый, 01.12.1942 оттеснила войска противника на рубеж 4 километра западнее дороги, с 03.12.1942 перегруппировалась на правый фланг армии, южнее реки Лучеса, вновь начала наступление. Вела бои приблизительно на тех же рубежах, будучи несколько оттеснённой к западу в течение декабря 1942 года, частично была окружена. На 20.12.1942 в основном занимала позиции в Малиновке, в четырёх километрах юго-восточнее Карской, держит тяжёлую оборону до января 1942 года.
Понесла во время операции колоссальные потери: убитыми, ранеными и пропавшими без вести 9552 человека.
В ночь на 23.01.1943 дивизия сдала свой участок обороны частям 155-й стрелковой дивизии вышла в резерв 22-й армии. Сдав оборону, дивизия отправилась по маршруту: Малое Лихоборово, Нелидово, Западная Двина, совхоз Пятиусово. При продвижении по маршруту днём походные колонны дивизии были подвергнуты бомбардировке со стороны авиации противника. Дивизия понесла потери. Пройдя путь в 130 км по заданному маршруту, 01.02.1943 дивизия была отправлена в обратный путь. До 25.02.1943 дивизия находилась в районе Малое и Большое Родионово, Пузаны, Бор и Макарьево. 22.02.1943 в командование дивизией вступил полковник Красноштанов Иван Данилович. После боёв под городом Белым дивизия была выведена из состава 22-й армии и переподчинена 4-й ударной армии Калининского фронта, но по причине низкой боеготовности была отправлена в тыл — в район ст. Сумароково Тульской области. 04.04.1943 дивизия сосредоточилась в районе населённых пунктов Марьино, Воронцовка, Успенское, Нарышкино, Хомутовка, Змеево. В это время дивизия была доукомплектована личным составом и техникой, организована боевая учёба. 07.07.1943 дивизия получила приказ выступить на Орёл и быть готовой к вводу в бой.
C 17.07.1943 введена в бой в ходе Орловской операции, 19.07.1943 вела тяжёлые бои на реке Олешня, затем наступает севернее Орла на Карачев. 15.08.1943 года вела упорные бои за Карачев и участвовала в освобождении города. C 01.09.1943 участвует в Брянской операции, наступая в обход севернее Брянска. 09.09.1943 должна была выступить на Жуковку из района Кирова дабы отрезать пути отступления брянской группировки врага на Рославль, Смоленск, однако вынуждена была ввязаться в бой с отходящими частями противника в районе Бытош, Бутчино и задержалась, в результате только один полк (837-й) из состава дивизии начал наступление совместно с частями 2-го гвардейского кавкорпуса и 29-й танковой бригадой. К исходу 11.09.1943 основные силы дивизии вышли на рубеж колхоз имени Первого мая—Горелая лужа—Хопиловка—Матрёновка, одним полком форсировала Десну в районе колхоза имени Первого мая. Ведёт ожесточённые бои, однако как раз на участке дивизии прорвалась окружённая кировская группировка врага.
Затем наступает через Сураж, догоняя первый эшелон. Из частей фронта после форсирования реки Ипуть первой одним полком вступила в Белоруссию на территории Климовичского района. 28.09.1943 в 04:00 837-й стрелковый полк овладел городом Климовичи, до 30.09.1943 ведёт бои в Климовичском районе, затем дивизия переправляется через Сож, дошла до реки Проня, ведёт бои в Чериковском районе.
В ноябре 1943 года наступает из района Пропойска с плацдарма на реке Проня в направлении Нового Быхова в ходе Гомельско-Речицкой операции, 25.11.1943 вышла к Днепру и в течение декабря 1943 года ведёт безуспешные бои по форсированию Днепра.
Весной 1944 года перемещена севернее, на подступы к Могилёву.
Перешла в наступление в ходе Белорусской операции, 27.06.1944 года форсировала Днепр южнее Могилёва, завязала бои за город и вела уличные бои в самом городе, стала одной из дивизий, отличившихся при освобождении города.
На 09.07.1944 продвигается на запад, одновременно очищая от врага район Пуховичи. К середине июля 1944 года переброшена в район юго-западнее города Новогрудок, откуда начала наступление на втором этапе Белостокской операции. Наступала в Скидельском районе (ныне Гродненский район), ведёт тяжёлые бои южнее Гродно. 05-06.08.1944 года ведёт бой за Кнышин. 14.08.1944 участвует в освобождении Осовца.
В начале сентября 1944 года вышла к реке Нарев севернее города Ломжа. Реку форсировать с ходу не удалось, ведёт наступательные бои на подступах к городу Ломжа до 15.09.1944, затем перешла к обороне. Затем переброшена южнее Остроленки, на восточный берег Нарева.
В ходе Восточно-Прусской операции прорывает оборону в районе Мазурских озёр, северо-западнее города Баранув, так 20—21.01.1945 ведёт бои за станции Парцяки и Прусколенка, освобождает Таргово (Теервиш), 23.01.1945 ведёт бои у населённого пункта Кипаррен (юго-восточнее г. Вилленберг — ныне г. Вельбарк), с 27.01.1945 участвует в уничтожении хайльсбергской группировки противника.
В ходе Восточно-Померанской операции с 11 по 21.02.1945 наступает через населённые пункты Рышке, Здрое, Людвигсталь, Гросс-Шливец, 24.02.1945 года ведёт бои у населённого пункта Лонг, расположенного в шести километрах северо-восточнее города Черск, частью сил 10.03.1945 освобождает Картхауз. Ведёт бои на подступах к Данцигу, 30.03.1944 участвует в его освобождении.
После операции маршем переправилась на рубеж Одера, севернее города Шведт, откуда начала наступление в ходе Берлинской операции.
Закончила войну в районе города Людвигслуст. По окончании Великой Отечественной войны дивизия вошла в состав Группы советских войск в Германии и вскоре расформирована летом 1945 года.

## Подчинение
| Дата            | Фронт (округ)         | Армия               | Корпус                  | Примечания |
| --------------- | --------------------- | ------------------- | ----------------------- | ---------- |
| 01.07.1942 года | Резерв Ставки ВГК     | 9-я резервная армия | —                       | —          |
| 01.08.1942 года | Резерв Ставки ВГК     | 9-я резервная армия | —                       | —          |
| 01.09.1942 года | Резерв Ставки ВГК     | 43-я армия          | —                       | —          |
| 01.10.1942 года | Калининский фронт     | 43-я армия          | —                       | —          |
| 01.11.1942 года | Калининский фронт     | 41-я армия          | —                       | —          |
| 01.12.1942 года | Калининский фронт     | 22-я армия          | —                       | —          |
| 01.01.1943 года | Калининский фронт     | 22-я армия          | —                       | —          |
| 01.02.1943 года | —                     | —                   | —                       | нет данных |
| 01.03.1943 года | —                     | —                   | —                       | нет данных |
| 01.04.1943 года | Резерв Ставки ВГК     | —                   | —                       | —          |
| 01.05.1943 года | Брянский фронт        | —                   | 25-й стрелковый корпус  | —          |
| 01.06.1943 года | Брянский фронт        | —                   | 25-й стрелковый корпус  | —          |
| 01.07.1943 года | Брянский фронт        | —                   | 25-й стрелковый корпус  | —          |
| 01.08.1943 года | Брянский фронт        | —                   | 25-й стрелковый корпус  | —          |
| 01.09.1943 года | Брянский фронт        | 11-я армия          | 46-й стрелковый корпус  | —          |
| 01.10.1943 года | Брянский фронт        | 50-я армия          | 46-й стрелковый корпус  | —          |
| 01.11.1943 года | Белорусский фронт     | 50-я армия          | 46-й стрелковый корпус  | —          |
| 01.12.1943 года | Белорусский фронт     | 50-я армия          | 46-й стрелковый корпус  | —          |
| 01.01.1944 года | Белорусский фронт     | 50-я армия          | 46-й стрелковый корпус  | —          |
| 01.02.1944 года | Белорусский фронт     | 50-я армия          | 46-й стрелковый корпус  | —          |
| 01.03.1944 года | 1-й Белорусский фронт | 50-я армия          | 19-й стрелковый корпус  | —          |
| 01.04.1944 года | 1-й Белорусский фронт | 50-я армия          | 19-й стрелковый корпус  | —          |
| 01.05.1944 года | 2-й Белорусский фронт | 50-я армия          | 19-й стрелковый корпус  | —          |
| 01.06.1944 года | 2-й Белорусский фронт | 50-я армия          | 19-й стрелковый корпус  | —          |
| 01.07.1944 года | 2-й Белорусский фронт | 50-я армия          | 121-й стрелковый корпус | —          |
| 01.08.1944 года | 2-й Белорусский фронт | 49-я армия          | 121-й стрелковый корпус | —          |
| 01.09.1944 года | 2-й Белорусский фронт | 49-я армия          | 121-й стрелковый корпус | —          |
| 01.10.1944 года | 2-й Белорусский фронт | 49-я армия          | 121-й стрелковый корпус | —          |
| 01.11.1944 года | 2-й Белорусский фронт | 49-я армия          | 70-й стрелковый корпус  | —          |
| 01.12.1944 года | 2-й Белорусский фронт | 49-я армия          | 70-й стрелковый корпус  | —          |
| 01.01.1945 года | 2-й Белорусский фронт | 49-я армия          | 70-й стрелковый корпус  | —          |
| 01.02.1945 года | 2-й Белорусский фронт | 49-я армия          | 70-й стрелковый корпус  | —          |
| 01.03.1945 года | 2-й Белорусский фронт | 49-я армия          | 70-й стрелковый корпус  | —          |
| 01.04.1945 года | 2-й Белорусский фронт | 49-я армия          | 70-й стрелковый корпус  | —          |
| 01.05.1945 года | 2-й Белорусский фронт | 49-я армия          | 70-й стрелковый корпус  | —          |

## Состав
- 830-й стрелковый полк
- 837-й стрелковый полк
- 843-й стрелковый полк
- 693-й артиллерийский полк
- 74-й отдельный истребительно-противотанковый дивизион
- 312-я отдельная разведывательная рота
- 409-й отдельный сапёрный батальон
- 616-й отдельный батальон связи (616, 382 отдельная рота связи)
- 397-й медико-санитарный батальон
- 341-я отдельная рота химической защиты
- 272-я автотранспортная рота
- 141-я полевая хлебопекарня
- 47-й дивизионный ветеринарный лазарет
- 1997-я полевая почтовая станция
- 447-я полевая касса Государственного банка

## Командиры
- Куталев, Гавриил Антонович (15.06.1942 — 29.10.1942), полковник;
- Капров, Илья Васильевич (30.10.1942 — 03.12.1942), полковник;
- Егошин, Тихон Фёдорович (04.12.1942 — 22.02.1943), полковник;
- Красноштанов, Иван Данилович (23.02.1943 — 09.05.1945), полковник, с 01.09.1943 генерал-майор.

## Награды и наименования
| Награда (наименование)              | Дата       | За что награждена |
| ----------------------------------- | ---------- | --- |
| Почётное наименование «Карачевская» | 15.08.1943 | присвоено приказом Верховного Главнокомандующего от 15 августа 1943 года за отличие в боях при освобождении города Карачев |
| Орден Красного Знамени              | 10.07.1944 | награждена указом Президиума Верховного Совета СССР от 10 июля 1944 года за образцовое выполнение заданий командования в боях при форсировании рек Проня и Днепр, прорыв сильно укреплённой обороны немцев, а также за овладение городами Могилёв, Шклов и Быхов, проявленные при этом доблесть и мужество. |
| Орден Суворова II степени           | 15.09.1944 | награждена указом Президиума Верховного Совета СССР от 15 сентября 1944 года за образцовое выполнение заданий командования в боях с немецкими захватчиками, за овладение городом и крепостью Ломжа и проявленные при этом доблесть и мужество.                                                              |
| Орден Кутузова II степени           | 17.05.1945 | награждена указом Президиума Верховного Совета СССР от 17 мая 1945 года за образцовое выполнение заданий командования в боях с немецкими захватчиками при овладении городом и крепостью Гданьск (Данциг) и проявленные при этом доблесть и мужество.                                                        |

Награды частей дивизии:
- 830-й стрелковый Осовецкий Краснознамённый[6] полк
- 837-й стрелковый Краснознамённый[6] орденов Кутузова[7] и Александра Невского[8] полк
- 843-й стрелковый Краснознамённый орденов Кутузова[7] и Александра Невского[8] полк
- 693-й артиллерийский Краснознамённый[9] полк
- 409-й отдельный сапёрный ордена Красной Звезды[10] батальон

## Отличившиеся воины дивизии
| Награда | Ф. И. О.                         | Должность                                                            | Звание                | Дата награждения                                           | Примечания             |
| ------- | -------------------------------- | -------------------------------------------------------------------- | --------------------- | ---------------------------------------------------------- | ---------------------- |
|         | Андреев, Иван Ефимович           | командир отделения 409-го отдельного сапёрного батальона             | младший сержант       | 24.03.1945                                                 |                        |
|         | Белоусов, Лев Сергеевич          | Командир расчёта 45-мм пушки 830-го стрелкового полка                | старшина              | 29.06.1945                                                 |                        |
|         | Булатов, Даян Вагизович          | разведчик взвода пешей разведки 830-го стрелкового полка             | рядовой               | 24.03.1945                                                 |                        |
|         | Быков, Александр Артемьевич      | командир миномётного расчёта 837-го стрелкового полка                | старший сержант       | 29.06.1945                                                 |                        |
|         | Дрёмов, Пётр Григорьевич         | Командир расчёта 76-мм пушки 837-го стрелкового полка                | старшина              | 26.09.1944 22.02.1945 29.06.1945                           | умер от ран 31.03.1945 |
|         | Замулаев, Михаил Афанасьевич     | командир стрелкового взвода 830-го стрелкового полка                 | младший лейтенант     | 24.03.1945                                                 | посмертно              |
|         | Карпенко, Василий Григорьевич    | зам. командира стрелкового батальона 843-го стрелкового полка        | гвардии капитан       | 24.03.1945                                                 | посмертно              |
|         | Костюкович, Пётр Иванович        | Командир расчёта 120-мм миномёта 843-го стрелкового полка            | сержант               | 29.06.1945                                                 |                        |
|         | Кравченко Василий Иванович       | командир взвода 837-го стрелкового полка                             | лейтенант             | 24.03.1945                                                 |                        |
|         | Кузнецов, Александр Михайлович   | Командир расчёта 45-мм орудия 837-го стрелкового полка               | младший сержант       | перенаграждён орденом Славы I степени 24 декабря 1971 года |                        |
|         | Куприенко, Илья Киреевич         | Командир отделения 8 стрелковой роты 837-го стрелкового полка        | ефрейтор              | 29.06.1945                                                 |                        |
|         | Лященко, Александр Трофимович    | Командир отделения взвода пешей разведки 830-го стрелкового полка    | сержант               | 29.06.1945                                                 |                        |
|         | Моисеенко, Максим Алексеевич     | Командир расчёта 45-мм пушки 830-го стрелкового полка                | старшина              | 29.06.1945                                                 |                        |
|         | Морозов, Николай Александрович   | Командир расчёта 82-мм миномёта 837-го стрелкового полка             | старший сержант       | 20.05.1944 02.09.1944 29.06.1945                           |                        |
|         | Нефёдков, Афанасий Фролович      | Наводчик орудия батареи 76-мм. пушек 837-го стрелкового полка        | младший сержант       | 31.08.1944 26.10.1944 10.04.1945                           | умер от ран 20.07.1945 |
|         | Певень, Алексей Ильич            | Командир расчёта 76-мм пушки 837-го стрелкового полка                | старшина              | 09.08.1944 13.10.1944 10.04.1945                           |                        |
|         | Плотников, Дмитрий Тарасович     | Командир стрелкового отделения 837-го стрелкового полка              | сержант               | 29.06.1945                                                 |                        |
|         | Покотилов, Николай Изотович      | наводчик миномёта 120-мм миномётной батареи 837-го стрелкового полка | младший сержант       | 29.06.1945                                                 |                        |
|         | Пономаренко, Иван Самсонович     | командир пулемётного расчёта 830-го стрелкового полка                | красноармеец          | 24.03.1945                                                 | Погиб 27.08.1944       |
|         | Разумов, Александр Кириллович    | командир 837-го стрелкового полка                                    | подполковник          | 24.03.1945                                                 |                        |
|         | Разинкин, Семён Алексеевич       | командир стрелковой роты 843-го стрелкового полка                    | воентехник 1-го ранга | 24.03.1945                                                 |                        |
|         | Романов, Иван Петрович           | командир отделения разведки 830-го стрелкового полка                 | сержант               | 24.03.1945                                                 |                        |
|         | Рыжов, Иван Тихонович            | пом. командира взвода разведки 830-го стрелкового полка              | старший сержант       | 24.03.1945                                                 |                        |
|         | Саркисян, Сурен Арташесович      | телефонист роты связи 837-го стрелкового полка                       | ефрейтор              | 24.03.1945                                                 |                        |
|         | Седельников, Александр Андреевич | Командир расчёта батареи 120-мм миномётов 830-го стрелкового полка   | сержант               | 29.06.1945                                                 |                        |
|         | Сыщенко, Николай Николаевич      | Командир расчёта 120-мм миномёта 837-го стрелкового полка            | старший сержант       | 15.05.1946                                                 |                        |
|         | Таранов, Феофан Фёдорович        | Командир миномётного расчёта 837-го стрелкового полка                | старший сержант       | 15.05.1946                                                 |                        |
|         | Толочко, Пётр Фомич              | Командир отделения батареи 120-мм миномётов 837-го стрелкового полка | сержант               | 29.06.1945                                                 |                        |
|         | Широковских, Емельян Тихонович   | Командир стрелкового отделения 837-го стрелкового полка              | младший сержант       | 05.11.1944 21.01.1945 29.06.1945                           |                        |
|         | Шуранов, Николай Платонович      | Орудийный номер расчёта 45-мм пушки Командир 45-мм орудия            | сержант               | 17.08.1944 26.10.1944 15.05.1946                           |                        |
|         | Юрченко, Пантелей Данилович      | пом. командира стрелкового взвода 837-го стрелкового полка           | сержант               | 24.03.1945                                                 |                        |
|         | Яшин, Николай Иванович           | командир взвода конной разведки 830-го стрелкового полка             | старший лейтенант     | 24.03.1945                                                 | посмертно              |

## Память
- В Любимском сквере Ярославля в честь 30-летия Победы сооружён памятник Героическим защитникам Родины — воинам Ярославской 234 коммунистической, 238, 243, 285,291, 78 стрелковых дивизий и других соединений и частей, сформированных на территории области во время Великой Отечественной войны.
- Памятник в посёлке Ким (Жуковский район, Брянская область, Россия).